# Liam Brady
Liam Brady (ur. 13 lutego 1956 w Dublinie) – irlandzki piłkarz występujący na pozycji pomocnika, 72-krotny reprezentant swojego kraju, trener piłkarski.

## Kariera piłkarska
Liam Brady swoją karierę piłkarską rozpoczął w barwach Arsenalu, gdzie trafił już w wieku 15 lat. Profesjonalny kontrakt z "Kanonierami" podpisał w 1973 roku, w wieku 17 lat. W pierwszej drużynie zadebiutował w sezonie 1973/74 w meczu przeciwko Birmingham City (6 października). Z Arsenalem trzykrotnie dotarł do finału Pucharu Anglii (1978, 1979 i 1980), triumfując w tych rozgrywkach tylko raz, za drugim podejściem. W swoim ostatnim sezonie w klubie z północnego Londynu Brady był bliski wywalczenia Pucharu Zdobywców Pucharów. W finale PZP Arsenal zmierzył się z hiszpańską Valencią. Przez 120 minut żadna z drużyn nie zdołała zdobyć bramki, więc o zwycięstwie zadecydował konkurs rzutów karnych. Jedenastki lepiej egzekwowali Hiszpanie, którzy wygrali 5:4. W szeregach Arsenalu z 11 metrów spudłowali Graham Rix i właśnie Brady.
Sezon 1979/80 był ostatnim dla Brady'ego w barwach Arsenalu, gdzie Irlandczyk rozegrał 307 spotkań, strzelając w nich 59 bramek.
Latem 1980 roku Brady został zawodnikiem Juventusu, którego zaledwie kilka miesięcy wcześniej Arsenal wyeliminował w półfinale Pucharu Zdobywców Pucharów. Włosi zapłacili Anglikom za Brady'ego pół miliona funtów.
W Turynie Brady spędził dwa sezony, kończąc każdy tytułem mistrza Włoch. Jednak latem 1982 roku, po sprowadzeniu przez Juventus Michela Platiniego z AS Saint-Étienne, Brady musiał znaleźć nowego pracodawcę. Wybrał Sampdorię, gdzie również występował przez dwa lata. W 1984 roku przeniósł się do Interu Mediolan, a po kolejnych dwóch sezonach zasilił Ascoli Calcio.
W 1987 roku powrócił do Londynu wiążąc się z West Ham United. "Młoty" zapłaciły za niego Ascoli 100 tys. funtów. Brady w West Ham występował przez trzy sezony. W 1990 roku zakończył piłkarską karierę.
W reprezentacji Irlandii zaliczył 72 występy, w których zdobył 9 bramek. Nigdy nie wystąpił na turnieju mistrzowskim. Udział w Euro 1988 uniemożliwiła mu kontuzja, natomiast na Mistrzostwach Świata we Włoszech w 1990 roku nie został powołany przez Jacka Charltona, bowiem w czasie eliminacji zakończył reprezentacyjną karierę.

## Kariera trenerska
W 1991 roku Brady został menedżerem Celtiku - ósmym w historii klubu, ale pierwszym, który wcześniej, jako zawodnik, nie był związany z The Bhoys. Ze szkockim klubem nie osiągnął sukcesów, natomiast zanotował jedną z najbardziej kompromitujących porażek. W II rundzie Pucharu UEFA sezonu 1991/92 Celtic przegrał na wyjeździe ze szwajcarskim Neuchatel Xamax 1:5 i odpadli z rozgrywek, bowiem w rewanżu zwyciężyli zaledwie 1:0.
W 1993 roku objął stery w Brighton & Hove Albion F.C., gdzie również pracował przez dwa sezony.
W 1996 roku powrócił do Arsenalu, zostając dyrektorem szkółki młodzieżowej, choć wymieniany był nawet wśród kandydatów do objęcia funkcji menedżera pierwszego zespoły. Brady przyznał jednak, że nie jest zainteresowany posadą zwolnioną właśnie przez Bruce'a Riocha.
Po zwolnieniu Steve'a Stauntona z funkcji selekcjonera Irlandii, Brady był wymieniany jako jeden z wielu kandydatów na to stanowisko. Ostatecznie nowym selekcjonerem został Giovanni Trapattoni, a Brady, w marcu 2008 roku, został asystentem doświadczonego Włocha.
Obecnie Brady łączy pracę w Arsenalu z pracą w sztabie kadry Irlandii.

## Sukcesy

### Klubowe
Arsenal
- Puchar Anglii: zwycięzca: 1979; finalista: 1978, 1980.
- Puchar Zdobywców Pucharów: 1980

Juventus
- Mistrzostwo Włoch: 1981, 1982

### Indywidualne
- W 2006 roku został włączony do Galerii Sław angielskiej Piłki.